# Креативные индустрии
Креативные индустрии (Креативная экономика или экономика знаний) — особый сектор экономики, основанный на продаже товаров и услуг, являющихся результатом интеллектуальной деятельности. Существенную роль в производстве этих товаров и услуг играет развитие технологий и инноваций. Мировая капитализация креативных индустрий к 2019 году составляет $2,3 трлн.
К креативным индустриям обычно относят такие направления экономики, как арт-индустрия, фотография, реклама, ювелирное дело, исполнительское искусство, полиграфия, издательская деятельность, кино, теле- и радиовещание, информационные технологии, разработка программного обеспечения и видеоигр, производство музыкальных инструментов, архитектура и проектирование, охрана культурного наследия, музейное, библиотечное и архивное дело, дизайн и творческое образование.

## Характеристики и составляющие
Основными характеристиками являются:
- высокая роль новых технологий и открытий в разных областях деятельности человека;
- высокая креативная составляющая труда;
- большой объём уже существующих знаний и острая необходимость генерации новых знаний.

Кроме того, креативные индустрии характеризуются с точки зрения креативного подхода, в основе которого лежат проектное мышление, креативное воображение (моделирование), практическая направленность.
Понятие «креативная экономика» было введено журналом BusinessWeek в августе 2000 года.
До сих пор не существует единого мирового реестра, что считать креативными индустриями, а что нет. Тесная связь отраслей креативной экономики с другими индустриями часто затрудняет определение и выделение их в отдельный креативный блок. Стандартная классификация отраслей экономики не позволяет определять креативные отрасли. Министерство по цифровизации, культуре, медиа и спорту Великобритании в 2015 году отнесло к креативной экономике отрасли, которые основаны на создании и использовании интеллектуальной собственности, а именно:
- Реклама и маркетинг;
- Архитектура;
- Ремёсла;
- Дизайн промышленный, графический, создание моделей одежды;
- Кинематография, ТВ, видео, радио и фотография;
- Разработка ПО, сервисов, приложений, игр;
- Издательское дело и пресса;
- Музей, галереи, библиотеки;
- Музыка, театр, искусство.

## Основные цели и задачи
Креативная экономика призвана сформировать привлекательный инвестиционный климат, способствовать росту социального согласия и развитию социальной сферы, модернизировать сферу образования и т. д. В рамках креативной экономики формируются новые экономические модели, новые типы социальных отношений, новые культурные парадигмы.

## Креативные индустрии в мире
По объёму валовой добавленной стоимости мировыми лидерами в сегменте креативных индустрий являются США ($988 млрд) и Китай ($921,6 млрд). По доле креативных индустрий в ВВП страны первое место занимает Италия (6,1 %), затем Великобритания (5,8 %) и Австралия (5,7 %). Среднемировой уровень 3 %. В России по данным АСИ на начало 2022 года этот показатель был 4,87 %.

## Исследования креативных индустрий
Существует несколько исследований, посвящённых креативной экономике как социально-экономического явлению.
В работе «Креативный класс: люди, которые меняют будущее» американский профессор, экономист и социолог Ричард Флорида в результате анализа политического и экономического развития общества Америки приходит к выводу, что его основой в последние годы стала креативная экономика. Ядром общества он называет креативный класс, или представители творческих профессий. Креативность по Флориде — «создание на базе знания практических новых форм», а основа развития креативной экономики — это принцип 3-х «Т»: «технология, талант и толерантность».
Другая книга, посвящённая креативной экономике, — «Креативный город» эксперта Всемирного банка англичанина Чарльза Лэндри. Он описывает развитие современных городов и приходит к выводу, что на первое место в развитие городской среды выходят человеческие способности и мотивации, вытесняя на второй план инфраструктуру, природные ресурсы и т. п.
Ряд авторов считает, что креативная экономика тесно связана с развитием одноранговой экономики, характерными чертами которой являются доминирование информационного производства, вытеснение иерархий горизонтальными экономическими сетями, изобилие нематериальных благ и сокращение функции капитала. Поскольку отрасли креативной экономики в основном связаны с производством информационного контента, наиболее оптимальной средой для них являются горизонтальные сети, обеспечивающие свободу обмена креативными продуктами и информацией в рамках глобального общества. В одноранговых (пиринговых) сетях, где участники взаимодействуют напрямую без посредников, креативный потенциал раскрывается максимальным образом.